# Ciclismo ai Giochi della XXV Olimpiade
Le competizioni di ciclismo dei Giochi della XXV Olimpiade si svolsero dal 26 al 31 luglio 1992. Le competizioni su pista si tennero al Velòdrom d'Horta a Barcellona mentre le competizioni su strada si svolsero tra il Circuito di Catalogna e l'Autostrada C-33 (cronometro) e a Sant Sadurní d'Anoia (gare in linea). Vennero assegnati in tutto dieci titoli, sette maschili e tre femminili.

## Podi

### Uomini
| Evento                              | Oro                                                                               | Prestazione | Argento                                                             | Prestazione | Bronzo                                                                             | Prestazione |
| Ciclismo su strada                  |                                                                                   |             |                                                                     |             |                                                                                    |             |
| Corsa in linea (dettagli)           | Fabio Casartelli                                                                  | 4h35'21"    | Erik Dekker                                                         | a 1"        | Dainis Ozols                                                                       | a 3"        |
| Cronometro a squadre (dettagli)     | Germania Michael Rich Bernd Dittert Christian Meyer Uwe Peschel                   | 2h01'39"    | Italia Andrea Peron Flavio Anastasia Luca Colombo Gianfranco Contri | a 1'00"     | Francia Jean-Louis Harel Hervé Boussard Didier Faivre-Pierret Philippe Gaumont     | a 3'46"     |
| Ciclismo su pista                   |                                                                                   |             |                                                                     |             |                                                                                    |             |
| Inseguimento individuale (dettagli) | Chris Boardman                                                                    |             | Jens Lehmann                                                        |             | Gary Anderson                                                                      |             |
| Inseguimento a squadre (dettagli)   | Germania Stefan Steinweg Andreas Walzer Guido Fulst Michael Glöckner Jens Lehmann |             | Australia Stuart O'Grady Brett Aitken Stephen McGlede Shaun O'Brien |             | Danimarca Jan Petersen Michael Sandstød Ken Frost Jimmi Madsen Klaus Kynde Nielsen |             |
| Velocità (dettagli)                 | Jens Fiedler                                                                      |             | Gary Neiwand                                                        |             | Curtis Harnett                                                                     |             |
| Chilometro a cronometro (dettagli)  | José Manuel Moreno                                                                | 1'03"342    | Shane Kelly                                                         | a 0"946     | Erin Hartwell                                                                      | a 1"411     |
| Corsa a punti (dettagli)            | Giovanni Lombardi                                                                 | 44          | Léon van Bon                                                        | 43          | Cedric Mathy                                                                       | 41          |

### Donne
| Evento                              | Oro           | Prestazione | Argento        | Prestazione | Bronzo         | Prestazione |
| Ciclismo su strada                  |               |             |                |             |                |             |
| Corsa in linea (dettagli)           | Kathryn Watt  | 2h04'42"    | Jeannie Longo  | a 20"       | Monique Knol   | a 21"       |
| Ciclismo su pista                   |               |             |                |             |                |             |
| Inseguimento individuale (dettagli) | Petra Rossner |             | Kathryn Watt   |             | Rebecca Twigg  |             |
| Velocità (dettagli)                 | Erika Salumäe |             | Annett Neumann |             | Ingrid Haringa |             |

## Medagliere
| Pos.   | Paese         | Oro | Argento | Bronzo | Totale |
| ------ | ------------- | --- | ------- | ------ | ------ |
| 1      | Germania      | 4   | 2       | 0      | 6      |
| 2      | Italia        | 2   | 1       | 0      | 3      |
| 3      | Australia     | 1   | 4       | 0      | 5      |
| 4      | Estonia       | 1   | 0       | 0      | 1      |
| 4      | Regno Unito   | 1   | 0       | 0      | 1      |
| 4      | Spagna        | 1   | 0       | 0      | 1      |
| 7      | Paesi Bassi   | 0   | 2       | 2      | 4      |
| 8      | Francia       | 0   | 1       | 1      | 2      |
| 9      | Stati Uniti   | 0   | 0       | 2      | 2      |
| 10     | Belgio        | 0   | 0       | 1      | 1      |
| 10     | Canada        | 0   | 0       | 1      | 1      |
| 10     | Danimarca     | 0   | 0       | 1      | 1      |
| 10     | Lettonia      | 0   | 0       | 1      | 1      |
| 10     | Nuova Zelanda | 0   | 0       | 1      | 1      |
| Totale | Totale        | 10  | 10      | 10     | 30     |